# فل (بهلا)
فل منطقة سكنية تقع في ولاية بهلا، التابعة لمحافظة الداخلية في سلطنة عمان. يقدر عدد سكانها بـ 613 نسمة حسب إحصاء عام 2010 التابع للمركز الوطني للإحصاء والمعلومات الحكومي. رمز المنطقة هو 50230331.
وتحدها من الغرب بلدة المدري والقريطيات
ومن الشمال الحيل وبسيا ومن الجنوب بلدة المعمور
ويعد فلج فل من الإفلاج التاريخية التي تسمى بالداوودية والذي أصبح الآن جافا بسبب اهمال اهلها له وقلة المنسوب الجوفي.

## الوصلات الخارجية
- المركز الوطني للإحصاء والمعلومات، سلطنة عمان